# Verbling
Verbling é uma plataforma de aprendizagem online que conecta pessoas a professores de idiomas via videoconferência. A empresa foi criada no Y Combinator em 2011. No ano de 2015, o Verbling levantou US$ 2,7 milhões em uma rodada de financiamento Série A.

## História
O Verbling foi fundado em 2011 por Jake Jolis, Mikael Bernstein e Gustav Rydstedt após eles se conhecerem durante a graduação na Universidade de Stanford. A plataforma inicial da empresa, Verbling Friends, conectava usuários interessados em aprender seus respectivos idiomas por meio de videoconferência. O Verbling recebeu apoio do Y Combinator e foi listado como uma das 5 startups a ser observadas no verão de 2011 pelo Gigaom.
Em 2012, a empresa levantou US$ 1 milhão em financiamento e mudou sua sede de Palo Alto para San Francisco, Califórnia. Em novembro de 2013, a empresa adicionou 9 idiomas novos e chats com tecnologia do Google Hangouts. O Verbling ainda lançou o Verbling Classes, uma plataforma de ensino, em dezembro de 2013, a qual foi posteriormente descontinuada em favorecimento das aulas particulares. As aulas eram transmitidas ao vivo, o que fazia com que outros usuários pudessem assistir-lhes sem interagir diretamente.
No ano de 2015, o Verbling levantou US$ 2,7 milhões em um rodada de financiamento Série A para expandir sua tecnologia a outras plataformas. No mesmo ano, a empresa começou a oferecer aulas gratuitas em sueco para refugiados sírios desabrigados devido à Guerra Civil Síria.
Em outubro de 2016, a empresa lançou o Verbling Enterprise, uma plataforma criada para as empresas ajudarem seus funcionários a fazer aulas de idiomas online, com Volkswagen Group e Inditex como parceiros.